# Poche de Kamianets-Podilskyï
Seconde Guerre mondiale
Batailles
Front de l’Est

Prémices :
- Campagne de Pologne
- Guerre d’Hiver

Guerre germano-soviétique :
- 1941 : L'invasion de l'URSS

- Opération Barbarossa

Front nord : 
- Guerre de Continuation
- Opération Silberfuchs
- Siège de Léningrad

Front central : 
- 2e bataille de Brest-Litovsk
- Bataille de Białystok–Minsk
- 1re bataille de Smolensk
- Bataille de Kiev

Front sud : 
- Siège d'Odessa
- Campagne de Crimée

- 1941-1942 : La contre-offensive soviétique

Front nord : 
- Poche de Demiansk
- Poche de Kholm

Front central : 
- Bataille de Moscou

Front sud : 
- Seconde bataille de Kharkov

- 1942-1943 : De Fall Blau à 3e Kharkov

Front nord : 
- Offensive de Siniavino
- Opération Iskra
- Bataille de Krasny Bor
- Opération Poliarnaïa Zvezda

Front central : 
- Opération Mars

Front sud : 
- Bataille du Caucase (opération Fall Blau)
- Bataille de Stalingrad
- Opération Uranus
- Opération Saturne
- Offensive d'Ostrogojsk-Rossoch
- Offensive de Voronej-Kastornoe
- Opération Gallop
- Opération Étoile
- Troisième bataille de Kharkov

- 1943-1944 : Libération de l'Ukraine et de la Biélorussie

Front central : 
- 2e bataille de Smolensk
- Opération Bagration

Front sud : 
- Bataille de Koursk
- Bataille du Dniepr
- Offensive Dniepr-Carpates
- Offensive de Crimée
- Offensive de Lvov-Sandomir

- 1944-1945 : Campagnes d'Europe centrale et d'Allemagne

Allemagne : 
- Offensive Vistule-Oder
- Offensive de Poméranie orientale
- Siège de Breslau
- Offensive de Prusse-Orientale
- Bataille de Königsberg
- Bataille de Seelow
- Bataille de Bautzen
- Bataille de Berlin
- Capitulation allemande

Front nord et Finlande : 
- Guerre de Laponie
- Offensive Leningrad-Novgorod
- Bataille de Narva

Europe orientale : 
- Opération Margarethe
- Insurrection de Varsovie
- Soulèvement national slovaque
- Opération Panzerfaust
- Bataille de Budapest
- Opération Frühlingserwachen
- Offensive de Vienne
- Insurrection de Prague
- Offensive de Prague
- Bataille de Slivice

Front d’Europe de l’Ouest

Campagnes d'Afrique, du Moyen-Orient et de Méditerranée

Bataille de l’Atlantique

Guerre du Pacifique

Guerre sino-japonaise

Théâtre américain
La bataille de la poche de Kamianets-Podilskyï est un effort soviétique visant à encercler et détruire la 1re Panzer Armee du groupe d'armées Sud de la Wehrmacht. L'encerclement a lieu en mars 1944 sur le front de l'Est pendant la Seconde Guerre mondiale. L'Armée rouge crée avec succès la poche, piégeant quelque 200 000 soldats allemands à l'intérieur. Sous le commandement du generaloberst Hans-Valentin Hube et du fieldmarshal Erich von Manstein, les forces allemandes réussissent à se frayer un chemin vers l'extérieur et s'échappent à la mi-avril. Cet événement est parfois appelé la « poche de Hube » et est toujours étudié dans les académies militaires comme un exemple de la façon d'éviter l'anéantissement lors d'un encerclement.

## Préparations

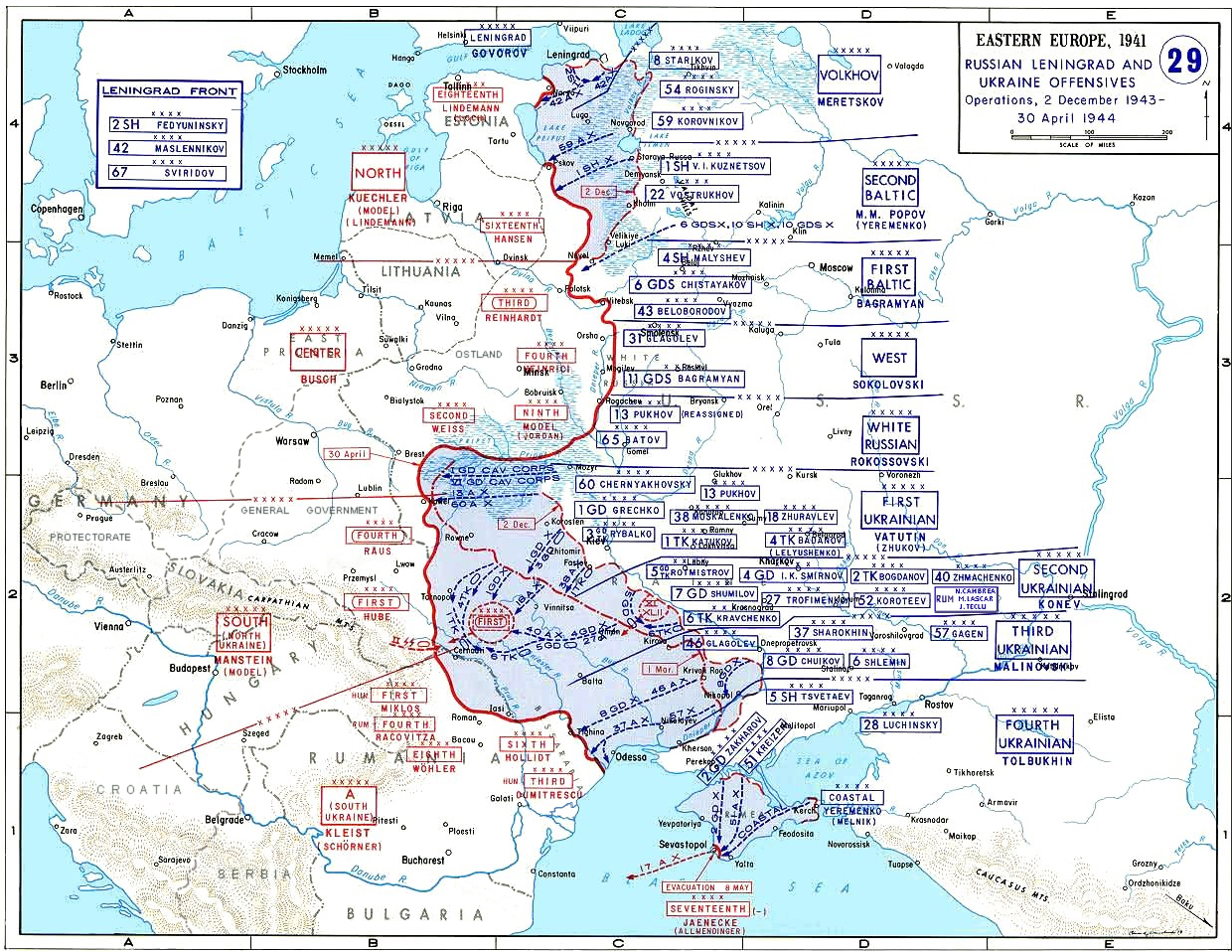
Front de l'Est, décembre 1943-avril 1944.

En février 1944, la 1re Panzerarmee commandée par le generaloberst Hans-Valentin Hube, est composée de quatre corps, dont trois Panzer Corps (comprenant huit Panzerdivisions et une division de panzergrenadiers). Avec les unités de l'armée allemande attachées à la 1re Panzerarmee, cette formation comprend plus de 200 000 soldats, en faisant la formation la plus puissante du groupe d'armées Sud de Erich von Manstein. Le IIIe Panzer Corps de celle-ci a récemment et longuement combattu pour déjouer une tentative soviétique visant à piéger et détruire deux corps d'armée lors de la bataille de Tcherkassy.
Conscient de l'importance de la 1re Panzer Armée, Gueorgui Joukov planifie une opération visant à entraîner sa destruction, dans l'espoir de créer un effondrement de tout le dispositif allemand du front du Sud-Est. Joukov prévoit une offensive sur plusieurs fronts, impliquant ses propres forces (le 1er front ukrainien) et le 2e front ukrainien, placé sous le commandement d'Ivan Koniev. Cette force composée de plus de onze armées, y compris deux armées aériennes, doit tenter de déborder et encercler l'armée de Hube, et, dans une répétition de la bataille de Stalingrad, réduire la poche résultante (en allemand Kessel) jusqu'à ce que toutes les troupes ennemies se rendent. Les opérations doivent avoir lieu sur l'extrême nord et au sud du front du groupe d'armées Sud. Manstein est informé des grands mouvements de troupes vers le front tenu par Hube ainsi que de l'imminence d'une opération soviétique ; toutefois, Adolf Hitler refuse tout repli stratégique.

## L'encerclement

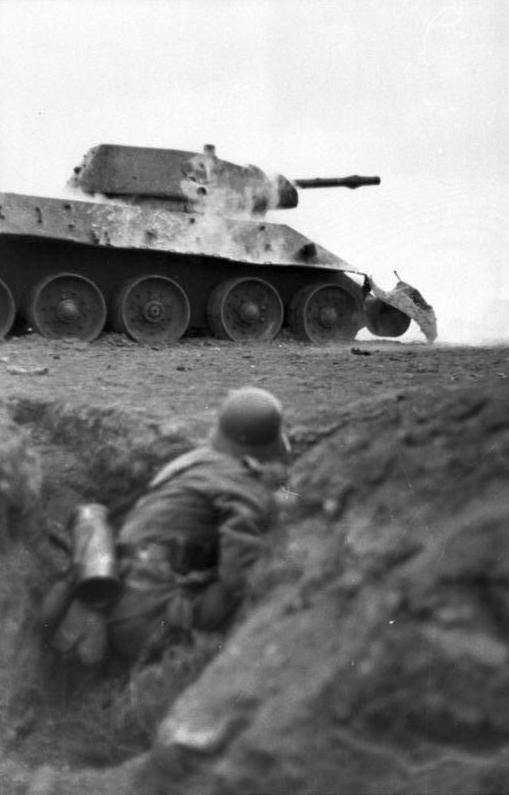
Un soldat allemand se met à couvert près d'un T-34 soviétique mis hors de combat, mars 1944.

L'offensive russe commence au début du mois de mars, et Joukov en personne prend le commandement du 1er front ukrainien de Vatoutine. La concentration massive de troupes et de matériel de l'Armée rouge pousse Hube à retirer son flanc nord au sud-ouest jusqu'à ce qu'il atteigne le Dniestr, position qu'il occupe jusqu'à fin mars malgré les attaques soviétiques répétées.
Avec la progression soviétique le long du flanc sud du Dniestr, la 1re Panzer Armée est confinée à un saillant avec une ligne de ravitaillement ténue. Manstein demande une fois de plus à Hitler un repli pour éviter l'encerclement, mais Hitler refuse. Hube ordonne à tout le personnel non-combattant de se regrouper sur le saillant le long de la dernière route restant ouverte. Voyant ce mouvement vers le sud, Joukov conclut que Hube est en pleine retraite. En quelques jours, ses forces ainsi que celles de Koniev traversent le Dniestr et sont en mesure de compléter l'encerclement. Le 25 mars, la dernière ligne de communication vers la tête de pont de Hube située sur la rive nord du Dniestr est sectionnée à Khotyn.
L'ensemble des forces allemandes sont à présent encerclées dans une poche centrée autour de la ville de Kamianets-Podilskyï. Alors que les Allemands ont de la nourriture et des munitions suffisantes pour tenir pendant deux semaines, les véhicules manquent cruellement de carburant. Hube ordonne à toutes les unités au sud du Dniestr de se retirer loin de la pénétration principale de l'Armée rouge qui se déroule au sud via la 40e armée du 2e front ukrainien. Joukov est alors amené à anticiper une percée au sud pour rompre l'encerclement. Pour éviter cela, il dépouille ses forces encerclant la ville et les envoie renforcer le côté sud de la poche.

## Hube organise un déplacement vers l'ouest

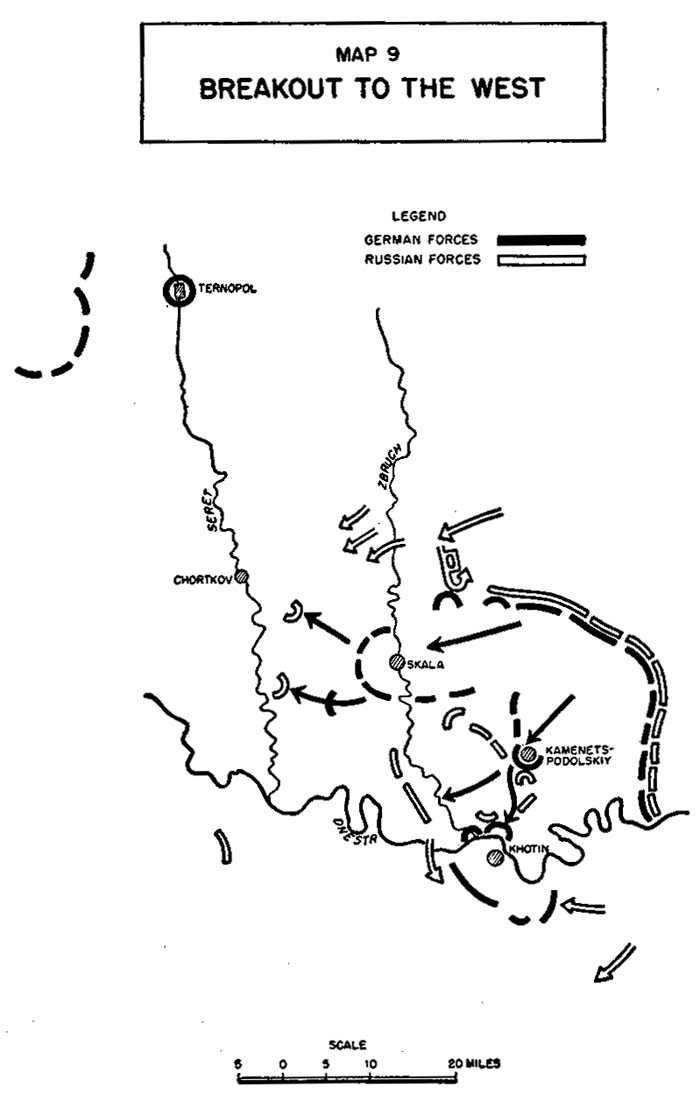
La rupture allemande de l'encerclement à l'ouest.

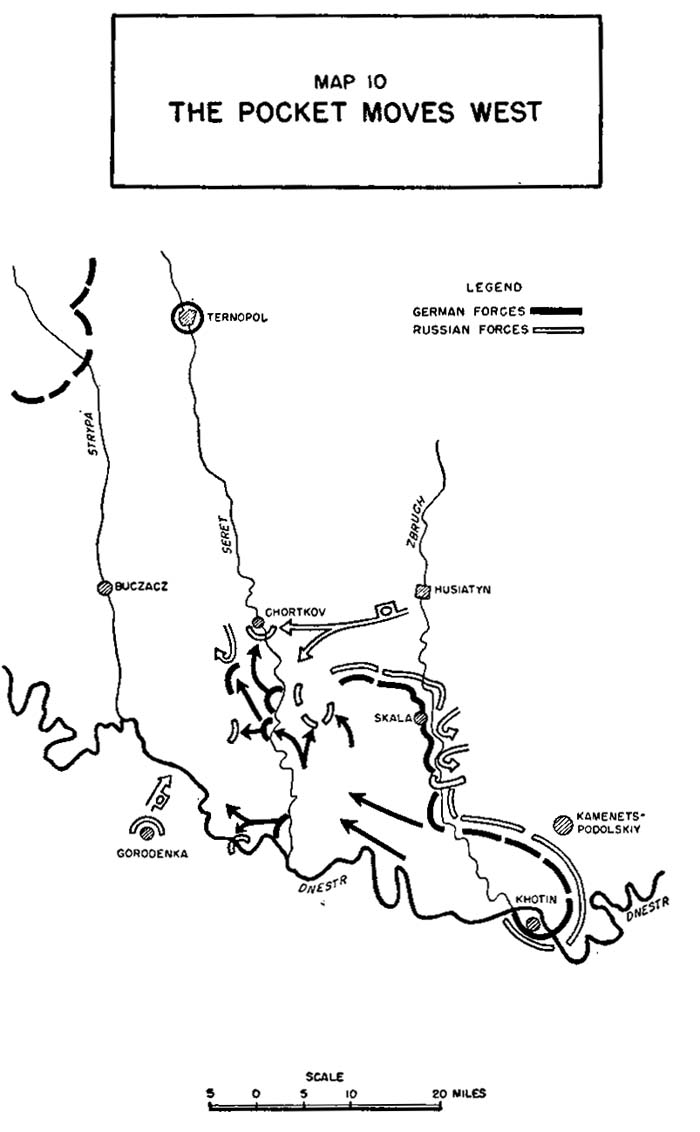
La réponse soviétique.

Le 27 mars, alors que Joukov envoie un ultimatum aux Allemands leur demandant de déposer les armes et qu'Hitler, craignant de perdre entièrement une panzerarmee, donne finalement l'ordre de retraite à Hube, celui-ci regroupe ses forces et termine tous les préparatifs pour la poussée vers la rivière Zbroutch (son plan étant de s'échapper au nord-ouest de Ternopil et de faire jonction avec les forces de secours de Paul Hausser qui doivent assurer leur relève). L'avant-garde de la 1re Panzerarmee se lance vers l'ouest. La menace d'une panique parmi ses troupes étant une grave préoccupation, Hube consolide ses forces dans des groupes de corps provisoires afin de maintenir le contrôle et simplifier la chaîne de commandement : chaque groupe de corps, dans son secteur, doit être responsable à la fois de la conduite de l'attaque à l'ouest et de la protection de l'arrière à l'est. Les divisions blindées de chaque groupe de corps constituent le fer de lance de cette attaque, tandis que les divisions d'infanterie couvrent les arrières.
Deux colonnes ont pour objectif de se frayer un chemin à l'ouest. La colonne nord, le Korpsgruppe von der Chevallerie, est placée sous le commandement de Kurt von der Chevallerie ; la colonne sud -le Korpsgruppe Breith- est quant à elle sous le commandement du General der Panzertruppen Hermann Breith. Un troisième corps sous le commandement du General der Infanterie Hans Gollnick du XLVIe Panzer Corps forme le Korpsgruppe Gollick. Le ravitaillement aérien de la poche est assuré par la quatrième flotte aérienne allemande qui assemble cinq groupes de transport aérien et des bombardiers depuis Lviv en Pologne.
Simultanément, les arrière-gardes sur les secteurs est et nord de la poche mènent des actions de retardement afin de couvrir le reste des 200 000 hommes se trouvant entre elles et la pointe d'attaque. Dans le secteur nord, les lignes soviétiques le long de la rivière ont été percées à une vitesse surprenante. La force d'attaque sud rencontre toutefois plus de résistance et des difficultés considérables, les Soviétiques de la 4e armée blindée lançant une contre-offensive depuis l'ouest à travers le Zbroutch et réussissant à se frayer un chemin dans Kamianets-Podilskyï. La perte de ce nœud routier important rend nécessaire aux Allemands de rediriger tous les mouvements de leurs troupes dans un grand détour autour de la ville, réduisant leur progression de manière drastique. Une contre-attaque permet toutefois d'isoler les Russes dans la ville, et l'échappée peut reprendre. Plusieurs têtes de pont solides sont établies sur la rivière Seret.
Alors que l'armée de Hube s'échappe à l'ouest, Joukov et Koniev restent incertains des intentions allemandes, pensant toujours que les Allemands tenteront de rompre l'encerclement par le sud. Les Soviétiques lancent alors des attaques depuis l'est et le nord mais tombent dans de nombreux cas sur des positions qui avaient déjà été abandonnées par l'arrière-garde allemande qui s'était retirée à Proskourov. Et malgré les attaques à l'ouest, l'Armée rouge continue d'augmenter la densité de ses troupes sur le flanc sud de la poche, en prévision d'une attaque qui ne viendra jamais.
Le 30 mars, Manstein est relevé de son commandement avec effet au 2 avril : alors qu'il recommande un retrait en profondeur en Roumanie pour se réorganiser et reprendre de l'espace de manœuvre, Hitler lui répond que « le temps des opérations de grand style est passé, et voici venu le temps de la défense opiniâtre, immobile ». Lui-même et Kleist sont remplacés par des nazis convaincus, spécialistes de la défense : Model et Schörner.
Le lendemain, les Soviétiques commencent à réagir : une force de la 4e armée blindée lance un assaut au nord en la Seret et la Zbroutch : la garde sud de Hube se retourne alors pour lui faire face et brise l'attaque, coupant ses lignes de ravitaillement et immobilisant les T-34 ennemis. Bien qu'il commence à prendre la tentative de désencerclement au sérieux, Joukov n'essaie pas de bloquer les Allemands: la route de Ternopil reste ouverte.

## Rupture de l'encerclement

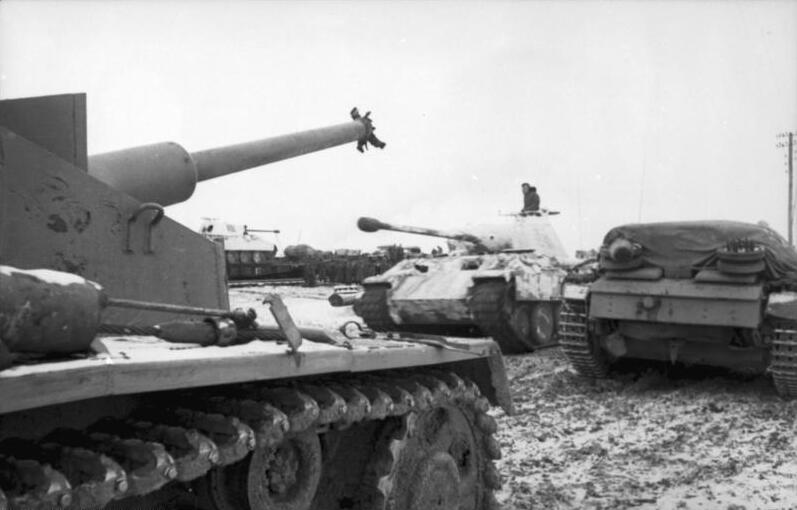
Un Panther passe près d'un StG III endommagé, mars 1944.

Malgré de fortes chutes de neige, de faibles approvisionnements, et l'encerclement, les troupes de Hube sont toujours en mouvement dans le bon ordre et la discipline, tandis que les désertions restent presque inexistantes - contrairement aux situation de paniques dans les encerclements de Stalingrad et de Korsun.
Le 5 avril, les avant-garde des colonnes nord et sud atteignent la rivière Strypa, et le 6, près de la ville de Boutchatch, elles font leur jonction avec des éléments de reconnaissance des divisions de Paul Hausser. En plus de deux semaines de combats intenses, par un temps détestable et avec un approvisionnement minimal, la 1re Panzerarmee a réussi à échapper à l'encerclement tout en subissant des pertes modérées. Pendant les deux semaines de fuite, les hommes de Hube ont détruit 357 chars, 42 canons d'assaut et 280 pièces d'artillerie et causé des pertes sévères aux Soviétiques. La rapide réaction de Manstein ainsi que la planification opérationnelle et la compétence de Hube ont permis à leurs 200 000 hommes d'échapper à un sort semblable à ceux de Stalingrad. Cela étant, seuls 45 véhicules blindés étaient parvenu à s'échapper de la poche : remise en première ligne entre le Dniestr et la ville de Brody, la 1re Panzerarmee n'est donc plus en mesure de mener des opérations offensives à grande échelle et nécessite une réorganisation complète.

## Ordre de bataille

### Soviétiques
Commandement : Gueorgui Joukov
- 1er front ukrainien de Nikolaï Vatoutine et 2e front ukrainien d'Ivan Koniev

### Allemands
1re Panzerarmee (Generaloberst Hans-Valentin Hube)
- - 1re Panzerdivision (Generalleutnant Werner Marcks)
  - 17e Panzerdivision (Generalleutnant Karl-Friedrich von der Meden (de))
- III Panzer Corps (General der Panzertruppe Hermann Breith)
  - 16e Panzerdivision (Generalmajor Hans-Ulrich Back)
  - 11e Panzerdivision (Generalleutnant Wend von Wietersheim)
  - Kampfgruppe de la 1re SS Panzer Division Leibstandarte SS Adolf Hitler
  - 249e brigade de StuG
  - Schwere Panzer-Regiment Bäke (Oberst Franz Bäke)
  - 509th Heavy Panzer Battalion (en) (Oberleutnant Dr. König)
- LIX Army Corps (General der Infanterie Kurt von der Chevallerie)
  - 96e division d'infanterie (Generalleutnant Richard Wirtz)
  - 291e division d'infanterie (Generalmajor Oskar Eckholt)
  - 6e Panzerdivision (Generalleutnant Walter Denkert)
  - 19e Panzerdivision (Generalleutnant Hans Källner)
  - 2e SS Panzer Division Das Reich - Kampfgruppe (SS-Sturmbannführer Otto Weidinger)
  - 276e brigade de StuG
  - 280e brigade de StuG
  - 616e bataillon de Panzerjäger lourds
  - 88e bataillon de Panzerjäger lourds
  - 509e bataillon de Panzerjäger lourds
- XXIV Panzer Corps (General der Panzertruppen Walther Nehring)
  - 25e Panzerdivision (restes) (Generalleutnant Hans Tröger)
  - 20e Panzergrenadier Division (General der Panzertruppen Georg Jauer (en))
  - 168e division d'infanterie (Generalleutnant Werner Schmidt-Hammer)
  - 208e division d'infanterie (Generalleutnant Heinz Piekenbrock)
  - 371e division d'infanterie (General der Infanterie Hermann Niehoff)
  - 300e brigade de Stug
  - 731e bataillon de Panzerjäger lourds
  - 473e bataillon de motocyclistes
- XXXXVI Panzer Corps (General der Infanterie Friedrich Schulz)
  - 1re division d'infanterie (Generalleutnant Ernst-Anton von Krosigk)
  - 82e division d'infanterie (Generalleutnant Hans-Walter Heyne)
  - 75e division d'infanterie (Generalleutnant Helmuth Beukemann)
  - 254e division d'infanterie (Generalleutnant Alfred Thielmann)
  - 1re Panzer Armee (General der Gebirgstruppen Emil Vogel)
  - 18e division d'artillerie (General der Artillerie Karl Thoholte)
  - 300e bataillon de StuG